# 山梨信用金庫
山梨信用金庫（やまなししんようきんこ、英語：Yamanashi Shinkin Bank）は、山梨県甲府市に本店を置く信用金庫である。山梨県内の他に、旧大月信用金庫の営業エリアだった神奈川県相模原市にも店舗がある。
一時期、（結果的に頓挫となったものの）甲府信用金庫と合併する計画があった。
2018年度決算による自己資本比率は、9.22%。

## 沿革
- 1926年（大正15年）11月 - 有限責任共立信用組合として設立する。
- 1951年（昭和26年）12月 - 甲府商工信用金庫に改組する。
- 2002年（平成14年）7月15日 - 大月信用金庫と合併、山梨信用金庫に名称変更する。
- 2022年（令和4年）3月14日 - この日から磁気の影響を受けにくい新しい通帳（Hi-Co通帳）を取扱開始した(Hi-Co通帳に対応していない信用金庫ATMではHi-Co通帳は使えない。) [2]。